# Zăbalț, Arad
Zăbalț este un sat în comuna Ususău din județul Arad, Banat, România.

## Lăcașuri de cult
- Biserica de lemn „Adormirea Maicii Domnului” (1849)

## Legături externe

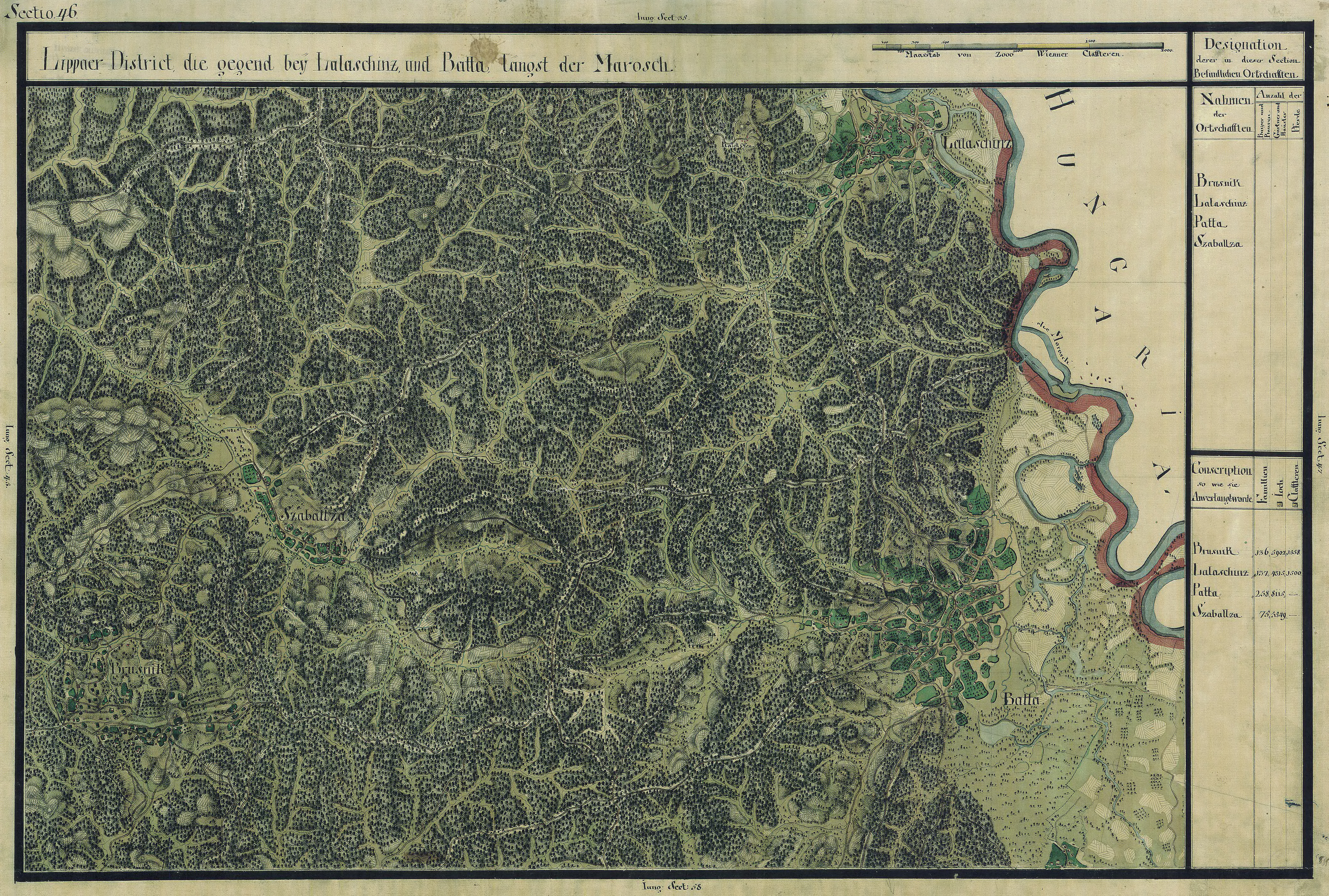
Zăbalț în Harta Iosefină a Banatului, 1769-72